# 奇克·柯瑞亞
阿曼多·安東尼·奇克·柯瑞亞（Armando Anthony "Chick" Corea，1941年6月12日—2021年2月9日）是美國的爵士鋼琴家、鍵盤手以及作曲家。
他作的許多曲子都被視為是爵士的標準曲目。在1960年是邁爾斯戴維斯樂隊的一份子，他同時參與了融合爵士的建立與茁壯。在1970年代他組成了回歸永恆樂團(Return to Forever)。 柯瑞亞與賀比·漢考克, McCoy Tyner 以及凱斯·傑瑞等人被視為在後約翰·柯川時代最重要的爵士鋼琴家。
他的音樂生涯，一直在追求探索不同的音樂領域。這種渴望讓他無論在純爵士以及流行爵士上，都具有舉足輕重的角色，他也是過去四十年，最重要也最被廣泛研究的音樂家之一。
柯瑞亞在1980及1990年代持續探索新的音樂風格。他同時也參與許多社會議題，像是掃除文盲。 他同時是一位山達基成員。

## 生平
柯瑞亚在四岁时就开始学习钢琴，在他早期的音乐中，人们可以发现霍里斯.Silver和巴德.鲍威尔风格影响的痕迹。在早期的音乐实践中，柯瑞亚曾经先后在多支重要的乐队中工作过，人们可以从他参加的乐队中寻找到他成长的轨迹。 直到1966年，Chick Corea才首次以指挥的身份录制唱片，这就是《为琼的遗骨写的曲调》，从唱片古怪的名字，人们不难看出当年柯瑞亚的音乐个性。1968年他的三重奏作品唱片《现在他唱，现在他哭》成为了经典曲目。 此后，柯瑞亚和著名的爵士乐女歌手莎拉.沃尔甘合作过，两人的精彩的现场演出使更多的爵士乐观众认识并接受了这位才华横溢的钢琴家。
1968年，Herbie Hancock退出了爵士乐大师 （页面存档备份，存于）Miles Davis的乐队。戴维斯向柯瑞亚发出了召唤。1968年到1970年是融合派爵士乐产生的一个重要时期，柯瑞亚在戴维斯乐队中担任了重要的角色，在戴维斯的建议下，柯瑞亚开始演奏电子乐器。这个时期的代表作是《乞里马扎罗山一列人》，《以沉默的方式》和《迈尔斯在菲利莫尔》。在融合派爵土乐的产生和发展过程中，柯瑞亚起了积极的推动作用。
阿曼多·安东尼·奇克·柯瑞亚 离开了戴维斯乐队之后柯瑞首先选择了前卫派爵士乐作为自己主要的音乐方向。他建立起一支注重音响效果的四重奏，中的成员包括了安东尼.布莱克领，戴夫.霍兰和巴里.阿特尔，这个明星荟萃的四重奏组合在圈内也是完美无缺的。但是柯瑞亚从来不满足于已经取得的成功，从1971年开始，他再次转变自己的音乐发展方向。 1971年他再次和斯坦.盖茨合作，显示出他对于拉丁爵士重新萌发的兴趣。不久，他和一些拉丁风格的音乐家组建了一支巴西音乐旋律的乐队——“重返永远”乐队。在短短一年时间，柯瑞亚神奇般地把这支巴西旋律的乐队变成了一支演奏时髦的融合派爵士乐的乐队，比尔.克诺斯和莱尼.怀特成为了乐队的成员，节奏强劲的融合派风格使这支乐队成为爵士乐坛最耀眼的明星。 七十年代末期，“重返永远”乐队宣告解散，柯瑞亚保留了乐队名称，和克拉克一道建立起一支规模更大的乐队。在其后的几年中，柯瑞亚始终如一地保持了自己注重音响效果的风格，无论他的合作者是谁，音乐都带有明显的个人特色。他先后和多位从前的伙伴重新合作，甚至参加了几次古典音乐的演出，表现出他音乐的多样性。 1985年，Chick Corea组建起一支新的融合派爵士乐队，其中帕蒂图西和维克尔成为了柯瑞亚八十年代之后最主要的合作者，他们三人曾经组建过一支名为“音响效果”的三重奏组。进入到九十年代之后，帕蒂图西为了谋求个人的发展，离开了柯瑞亚。这并末减弱柯瑞亚继续探索电子音乐的倍队他仍然在为爵士乐和 （页面存档备份，存于）电子音乐的结合而勤奋工作。
1996年，Chick Corea和 （页面存档备份，存于）Sony Classical唱片合作，与 （页面存档备份，存于）Bobby Mcferrin制作了一张Morzat系列作品的专辑，期间充满了Corea独特的爵士即兴演奏以及Mcferrin的人声录音，另外还包括两个Morzat的钢琴协奏曲、Morzat第二号钢琴奏鸣曲的即兴变奏。Chick Corea与Bobby Mcferrin因此成为好友，共同合作了六年，并制作了一张现场爵士的专辑。

## 獲獎與榮譽
2015年2月  （页面存档备份，存于）第57届格莱美奖 最佳爵士乐器独奏（获奖）

## 作品節選

### 商業錄音
- Gulda, Friedrich. Harnoncourt, Nikolaus. Concertgebouw Orchestra, Amsterdam. . 2292-42988-2 (CD) (Hamburg: Teldec Classics). 1995.

## 外部連結
- 奇克·柯瑞亞的Discogs页面（英文）